# Victimae paschali laudes
Het Victimae paschali laudes is een van de sequentia's die op bepaalde katholieke kerkelijke hoogdagen als koorzang in aansluiting op het Alleluia gezongen wordt, voorafgaand aan de Evangelielezing. Het Victimae paschali wordt gezongen op het Hoogfeest van Pasen. De melodie van het gregoriaans volgt voor de acht versregels het schema A-B-B-C-D-C-D-E.

## Nederlandse vertaling
Laten de christenen lof brengen aan het offerdier van Pasen.

Het lam kocht de schapen vrij; Christus, onschuldig, heeft de zondaars met de Vader verzoend.

Dood en leven streden een wonderbare strijd; de leider van het leven, die gestorven was, regeert levend.

Zeg ons, Maria, wat heb je onderweg gezien?

Ik zag het graf van de levende Christus en de heerlijkheid van de verrezene, 

engelen als getuigen, de zweetdoek en de gewaden.

Christus, mijn hoop, is verrezen; Hij gaat de zijnen voor naar Galilea.

Wij weten dat Christus echt uit de doden is verrezen. U, overwinnaar Koning, ontferm u over ons. 

Amen.

Alleluja.